# Vanča vas
Vanča vas (Hongaars: Ivánfalva, Prekmurees: Vanča ves, Duits: Sankt Johann) is een plaats in Slovenië en maakt deel uit van de gemeente Tišina in de NUTS-3-regio Pomurska. De plaats telde 486 inwoners op 1 januari 2020.